# طابع بريد زيمستو

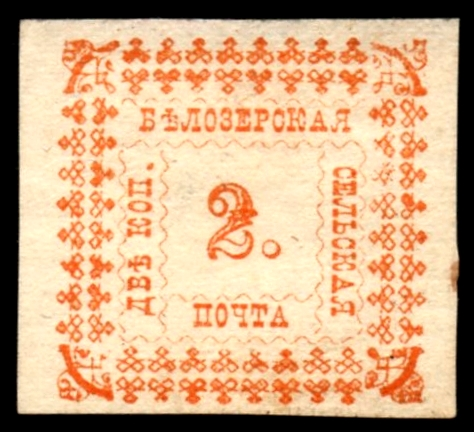
طابع زيمستفو صادر في مقاطعة بيلوزرسك

كان طابع زيمستفو طابعًا محليًا روسيًا يستخدم على نطاق واسع في المناطق الريفية منذ عام 1865. وقد سُمي على اسم المناطق الإدارية المحلية أو الأقاليم الإدارية المحلية في زيمستفو التي أُنشئت في عام 1864. ثم توقف طبع هذهِ الطوابع فترة الثورة الروسية عام 1917 تقريباً.

## تاريخ
كان البريد الروسي في القرن التاسع عشر حكراً على الدولة من خلال البريد الإمبراطوري. ومع ذلك، كانت معظم مكاتب البريد الحكومية في المدن، تاركةً العديد من المناطق الريفية على مسافة طويلة من أقرب مكتب بريد. تم إدخال بريد زيمستفو (أو البريد الريفي) في عام 1864 لسد هذه الفجوة، وفي البداية كان يعمل دون موافقة رسمية. في عام 1870 صدر قانون يضفي الطابع الرسمي على الترتيبات التي تنص على أن "البريد الريفي مخول بنقل المراسلات العادية وكذلك الجرائد والتعاميم والحوالات والرسائل المسجلة وغيرها من رسائل البريد من مدينة البريد إلى جميع الأجزاء البعيدة من المنطقة التي قد تكون محرومة من الاتصالات البريدية."
كما نص القانون على أنه "يُسمح للبريد الريفي باستخدام طوابع بريد خاصة على أن يكون مفهوماً أن تصميمها يختلف تماماً عن تلك التي يستخدمها البريد الإمبراطوري." كما لم يُسمح لسعاة البريد باستخدام شعار قرن البريد الخاص بالبريد الإمبراطوري على حقائبهم.
أُنشئ أول بريد زيمستفو في فيتلوغا في عام 1864 ولكن لم يتم استخدام أي طوابع بريدية.

## الطوابع
وفقاً لفهرس تشوتشين، صدر ما لا يقل عن 3000 طابع زيمستفو مختلف، إلا أن السجلات غير مكتملة ومن المرجح أنه لا يزال هناك الكثير منها لم يكتشف بعد.
أصدر شليسلبورغ أول طابع زيمستفو في سبتمبر 1865. وفقاً لتشوتشين، في عام 1864 كان هناك 36 حكومة زيمستفو تضم 371 مقاطعة واستُخدمت الطوابع في 162 مقاطعة. وبحلول عام 1892 كان هناك بريد زيمستفو في 150 مقاطعة ولكن لم تكن جميع المقاطعات تصدر طوابع بريد وفي بعضها كان البريد مجانيًا.

## التجميع

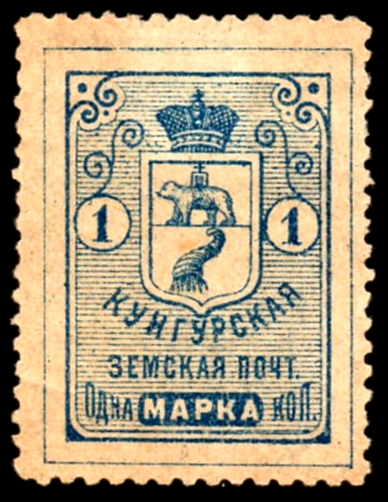
طابع زيمستفو محلي صادر في مقاطعة كونجار

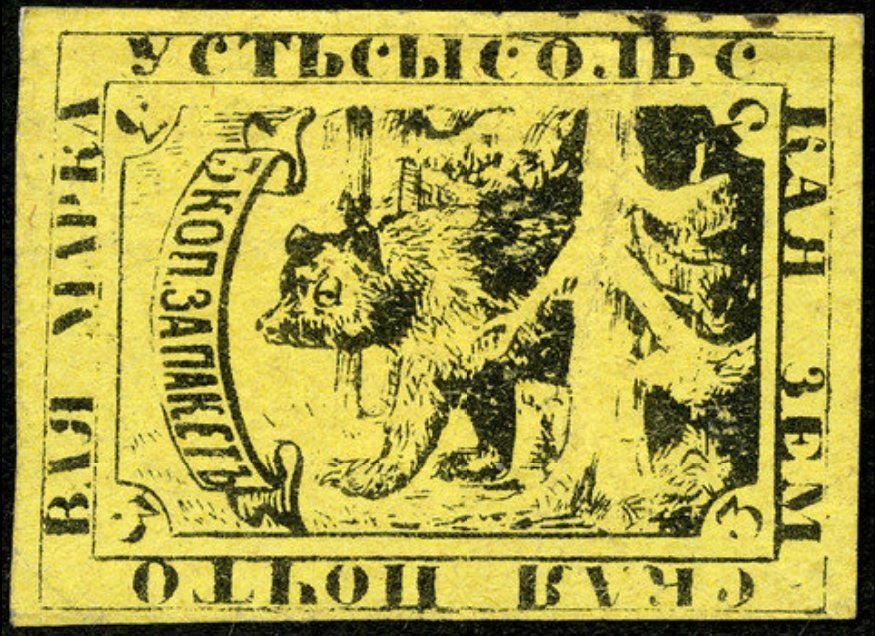
طابع زيمستفو فئة 3 ضمن مجموعة كايستلن عام 1872 من مجموعة زيمستفو.

حظيت طوابع زيمستفو غير المستعملة بتقدير كبير بين هواة جمع الطوابع الأوائل. فعلى سبيل المثال، كانت طوابع الإصدارات الأخيرة أغلى من سعرها الحقيقي من 3 إلى 5 أضعاف سعرها الحقيقي. ارتفعت أسعار طوابع الإصدارات الأقدم في تدرج هندسي. بالنسبة لبعض الطوابع من الإصدارات الأولى، تضخمت أسعارها لدى التجار حتى 400 روبل وأكثر. ويرجع ارتفاع قيمة طوابع زيمستفو غير المستعملة إلى حقيقة أن هواة جمع الطوابع لم يجمعوها في عقد الستينيات من القرن التاسع عشر. أما بالنسبة للطوابع المستعملة، فقد كانت قيمتها أرخص بكثير، ومع ذلك كانت طوابع الإصدارات الأولى باهظة الثمن أيضًا. كان هناك طلب كبير على طوابع زيمستفو بين هواة جمع الطوابع الأجانب.
كانت طوابع زيمستفو طوابع بريد محلية معتمدة رسمياً. وعلى هذا النحو فإنها تظهر فقط في الكتب والفهارس المتخصصة. نُشرت عدة كتب عن طوابع زيمستفو باللغتين الفرنسية والألمانية. وصدر كتاب وصف طوابع ومغلفات وطرود زيمستفو الروسية من تأليف د. تشودوفسكي في كييف عام 1888، وقد لاقى رواجاً كبيراً أيضاً.
صدر عدد من الفهارس في ألمانيا وروسيا قبل الثورة ولكن بعضها غير مكتمل وبعضها الآخر نُشر قبل توقف الخدمة وبالتالي لا يعطي تاريخاً كاملاً للطوابع. إن الفهرس الرئيسي باللغة الإنجليزية هو كتالوج تشوتشين لعام 1925 كما تم تحديثهُ بواسطة بيرفوت. تُستخدم أرقام تشوتشين على نطاق واسع لتحديد طوابع زيمستفو. وقد بدأت تظهر فهارس جديدة باللغة الروسية في الآونة الأخيرة، حيث أصبح جمع طوابع زيمستفو أكثر شيوعًا.